# 天津団泊足球場
天津団泊足球場（てんしんだんはくそっきゅうじょう、簡体字中国語: 天津团泊足球场）は、中華人民共和国の天津市にあるサッカー専用スタジアムである。団泊体育場（団泊スタジアム）と表記されることもある。

## 概要
2012年に建設された。総敷地面積は54,000平方メートル、収容人数は22,320人。天津市では泰達足球場に次ぐ2つ目のサッカー専用スタジアムである。主にサッカーの試合に用いられる。
現在、中国サッカー・甲級リーグに所属する天津権健がホームスタジアムとして利用している。2013年に天津市で開催される2013年東アジア競技大会において、トレーニング施設として使用される予定である。また、付近には東アジア競技大会に向けて国内最大級の国際規格のテニスセンターや水泳プールが建設される予定である。

## 交通アクセス
中国国鉄京滬線の静海駅から東南東へタクシーで約10分。